# Türgesh
699–766
Entités précédentes :
- Khaganat turc occidental
- 2e Khaganat turc

Entités suivantes :
- Khaganat ouïgour

Les Türgesh, Turgish ou Türgish (vieux turc : 𐱅𐰇𐰼𐰏𐰾, translittération Türügeš ; chinois simplifié : 突骑施 ; chinois traditionnel : 突騎施 ; pinyin : tūqíshī ; Wade : t'u-ch'i-shih ; zhuyin : ㄊㄨ ㄑ〡ˊ ㄕ) étaient une confédération tribale turque issue des Turcs Dulu. Ils émergent comme pouvoir indépendant après la disparition du Khaganat turc occidental, établissant eux-mêmes un khanat en 699. Ce dernier perdure jusqu'en 766, lorsqu'il est vaincu par les Karlouks. 